# Жук, Камила
Камила Жук (пол. Kamila Żuk; род. 18 ноября 1997, Валбжих) — польская биатлонистка, двукратная чемпионка мира среди юниоров, призёр чемпионата Европы среди юниоров, участница Кубка мира в составе сборной Польши.

## Карьера
Окончила Публичную гимназию им. Кисловского в Мерошуве и Школу спортивного мастерства в городе Душники-Здруй, Выступает за клуб MKS Duszniki Zdrój. Ранее выступала за клуб UKS Sokołowsko, тренерами были Лидия Туркович и бывший биатлонист сборной Польши Славомир Форис. Своим кумиром в спорте называет Юстину Ковальчик.

### Юниорская карьера
Неоднократно становилась победительницей чемпионата и этапов Кубка Польши по биатлону и летнему биатлону в младших возрастных категориях.
В 2015 году одержала победу в спринте и гонке преследования на XXI Всепольской молодёжной Олимпиаде по зимним видам спорта (среди спортсменок до 19 лет), была второй в эстафете и третьей в индивидуальной гонке. В 2016 году на этих же соревнованиях выступала среди спортсменок до 21 года, одержала победу в спринте, стала второй в гонке преследования и третьей в индивидуальной гонке.
В международных соревнованиях участвует с 2015 года. На чемпионате мира среди юниоров в Раубичах заняла 13-е место в спринте, а в гонке преследования и индивидуальной гонке выступила неудачно. На следующий год на мировом чемпионате в Кейле-Грэдиштей заняла 11-е место в спринте, 29-е в преследовании и 28-е в индивидуальной гонке, а в эстафете сборная Польши финишировала пятой.
На юниорском чемпионате в Отепя, в сезоне 2017/18 завоевала 2 золотые медали в спринте и индивидуальной гонке,а также одну серебряную медаль в гонке преследования. А в Брежно-Осрблье в сезоне 2018/19 завоевала серебряную медаль в спринте.
На юниорском чемпионате Европы 2016 года в Поклюке дважды попала в топ-10: была шестой в спринте и восьмой в гонке преследования. В сезоне 2016/17 в Нове-Место заняла 3 место в спринте.
Также принимала участие в чемпионате мира среди юниоров по летнему биатлону 2015 года, где дважды занимала 15-е места и Европейском юношеском Олимпийском фестивале 2015 года, где из-за неточной стрельбы в спринте заняла 56-е место, а в гонке преследования поднялась на 32-е. Неоднократно побеждала и занимала призовые места на молодёжных соревнованиях «Кубок Балтики».

### Взрослая карьера
На чемпионате Польши 2015 года выиграла бронзовую медаль в эстафете, команда из Душники-Здруй финишировала третьей среди четырёх участников. На этом же турнире заняла 11-е место в спринте и 14-е — в масс-старте.
В ноябре 2015 дебютировала на Кубке IBU на первом этапе сезона 2015/16 в шведском Идре, заняла 48-е место в спринте. Лучшим результатом Жук в рамках Кубка IBU является 17-е место в спринте на этапе в Мартелле в марте 2016. В общем зачёте Кубка IBU 2015/16 заняла 93-е место с 38 очками.
В декабре 2015 года дебютировала в Кубке мира на этапе в Поклюке, где заняла 75-е место в спринте. Всего в сезоне 2015/16 участвовала в двух гонках Кубка мира, очков не набирала.
В сезоне 2018/19 в спринте Солт-Лейк-Сити показала свой лучший результат на этапах Кубка мира заняв 6 место.

## Результаты

### Участие в Олимпийских играх
| Год  | Место проведения | Инд | Спр | Пр  | МС | Эст | См |
| 2018 | Пхёнчхан         | —   | —   | —   | —  | —   | 16 |
| 2022 | Пекин            | 36  | 53  | DNS | —  | 14  | —  |

### Участие в чемпионатах мира
| Год  | Место проведения | Инд | Спр | Пр  | МС | Эст | См | ОСм |
| 2019 | Эстерсунд        | 48  | 46  | 36  | —  | 7   | —  | —   |
| 2020 | Антхольц         | 84  | 58  | DNS | —  | 7   | 17 | 18  |
| 2021 | Поклюка          | 59  | 29  | 47  | —  | 6   | 24 | 26  |